# Ingo Züchner
Ingo Züchner, né le 11 septembre 1969, est un sauteur à ski est-allemand.

## Biographie
Champion du monde junior en 1987, il fait ses débuts dans la Coupe du monde en janvier 1989 à Oberhof pour terminer directement troisième, soit son unique résultat sur le podium. Il ajoute deux top dix cet hiver à son palmarès et une participation aux Championnats du monde de Lahti, où il est au mieux trentième. Il prend part à la saison de Coupe du monde suivante, sans obtenir de résultat dans les points, avant de prendre sa retraite sportive dans le contexte de la réunification allemande.

## Palmarès

### Championnats du monde
| Épreuve / Édition | Lahti 1989 |
| Petit tremplin    | 30e        |
| Grand tremplin    | 34e        |

### Coupe du monde
- Meilleur classement général : 29e en 1989.
- 1 podium individuel : 1 troisième place.

### Championnats du monde junior
- Médaille d'or par équipes en 1987.